# Grammy Latino para Melhor Álbum Pop Tradicional
O Grammy Latino para Melhor Álbum Vocal Pop é uma das categorias apresentadas no Grammy Latino, um prêmio estabelecido em 2000 e entregue pela Academia Latina da Gravação para as melhores produções da indústria fonográfica latino-americana de determinado ano. As várias categorias são apresentadas anualmente pela National Academy of Recording Arts and Sciences dos Estados Unidos. De acordo com as definições das categorias regulamentadas pela Academia Latina da Gravação, a categoria é dedicada a premiar "álbuns que contenham 51% ou mais de seu tempo total de gravações novas (material que não havia sido lançado anteriormente) e dentro no gênero estilístico Pop tradicional".

## Vencedores
| Ano  | Vencedores                                           | Obra                                                                               | Indicados | Ref.  |
| ---- | ---------------------------------------------------- | ---------------------------------------------------------------------------------- | --- | ----- |

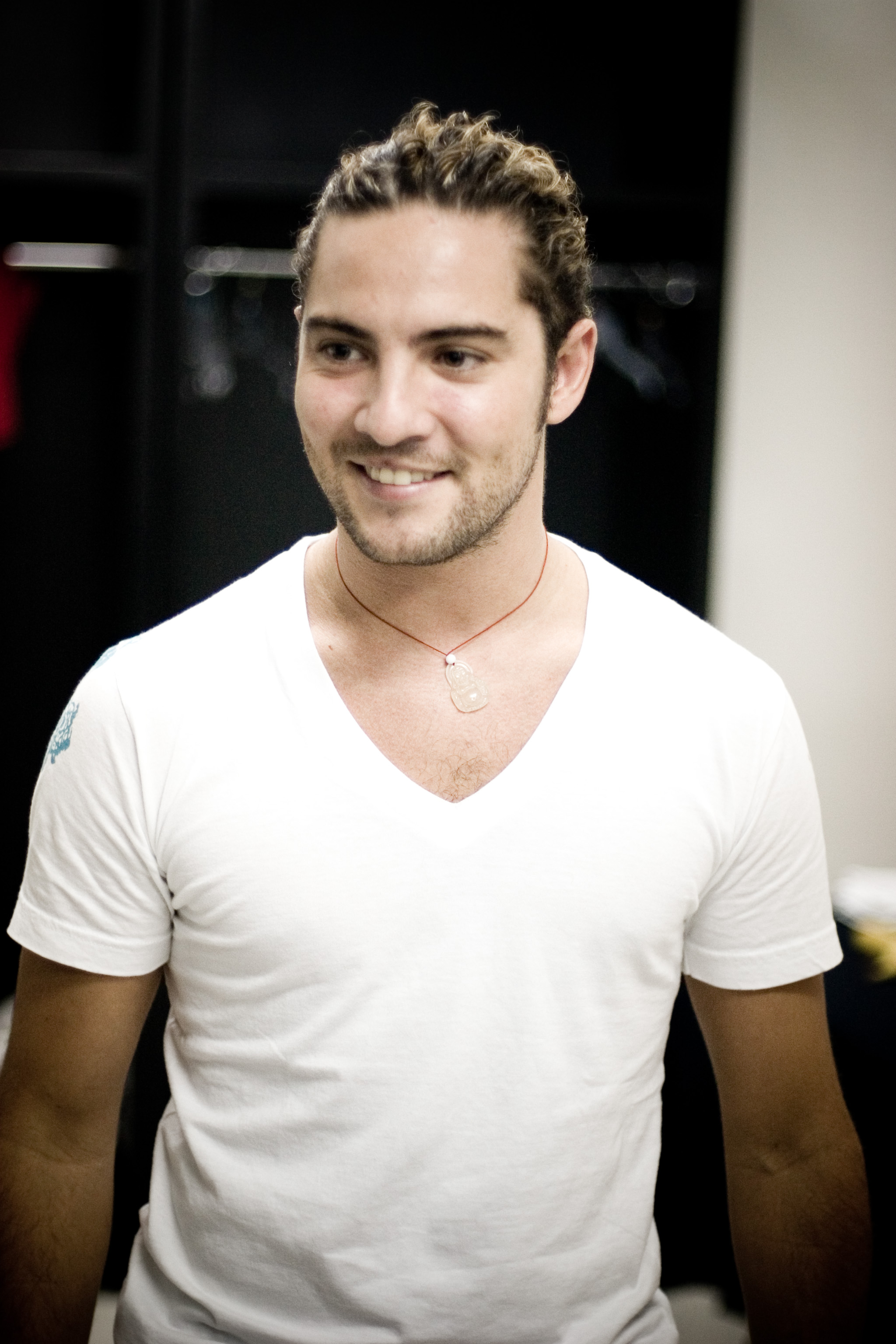
David Bisbal, primeiro vencedor da categoria em 2012.

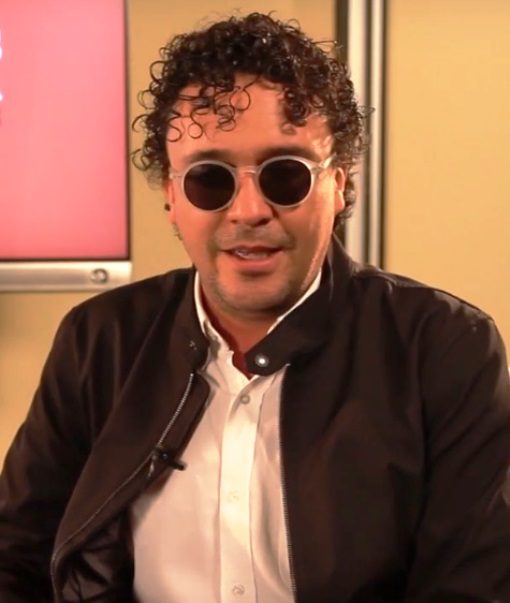
Andrés Cepeda, vencedor em 2013 e 2020.

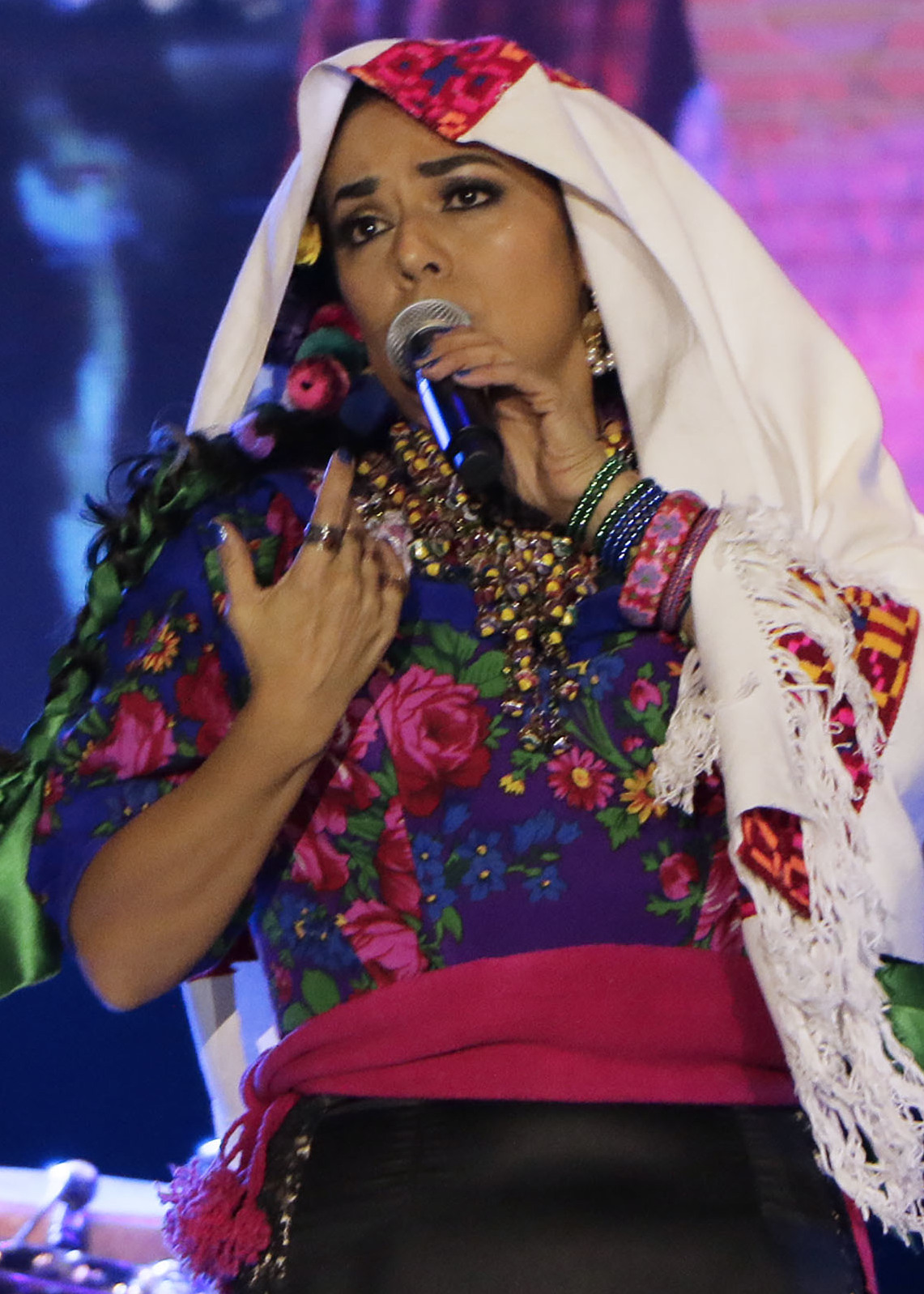
Lila Downs tornou-se a primeira mulher a vencer a categoria em 2017.

| 2012 | David Bisbal                                         | Una noche en el Teatro Real                                                        | - Pasión Vega — Sin Compasión - Presuntos Implicados — Banda Sonora - Sergio Dalma — Via Dalma II - Pepe Aguilar — Negociaré con la pena                    |       |
| 2013 | Andrés Cepeda                                        | Lo mejor que hay en mi vida                                                        | - Pablo Alborán — Tanto - Natalie Cole — Natalie Cole en Español - India Martínez — Otras Verdades - Ricardo Montaner — Viajero Frecuente                   |       |
| 2014 | Fonseca (e Orquestra Sinfônica Nacional da Colômbia) | [[Sinfónico (Fonseca & Orquesta Sinfónica Nacional de Colombia album)\|Sinfónico]] | - Andrea Bocelli — Amor en Portofino - Linda Briceño — Tiempo - Café Quijano — Orígenes: El Bolero Volumen 2 - Marco Antonio Solís — Gracias por estar aqui |       |
| 2015 | Gilberto Santa Rosa                                  | Necesito un bolero                                                                 | - Astrid Asher — Astrid Asher - Café Quijano — Orígenes: El Bolero Volumen 3 - Mojito Lite — Nada es demasiado - Vicentico — Último acto                    |       |
| 2016 | Juan Gabriel                                         | Los Dúo 2                                                                          | - Adrián — Lleno de vida - Andrea Bocelli — Cinema (Edición en Español) - Andrés Cepeda — Mil ciudades - Diego Torres — Buena vida                          | [ 3 ] |
| 2017 | Lila Downs                                           | Salón, lágrimas y deseo                                                            | - Franco De Vita — Libre - Juan Gabriel — Vestido de etiqueta por Eduardo Magallanes - Ednita Nazario — Una vida - Yordano — El tren de los regresos        |       |
| 2018 | Laura Pausini                                        | Hazte sentir                                                                       | - Pablo Alborán — Prometo - Mojito Lite — Solo los buenos momentos - Carla Morrison — Amor Supremo Desnudo - Nahuel Pennisi — Feliz                         | [ 4 ] |
| 2019 | Fonseca                                              | Agustín                                                                            | - Paula Arenas — Visceral - Cami — Rosa - Camila — Hacia adentro - Pavel Núñez — Sentimientos                                                               | [ 5 ] |
| 2020 | Andrés Cepeda e Fonseca                              | Compadres                                                                          | - Reyli Barba — La metamorfosis - Andrés Cepeda — Trece - Gaby Moreno e Van Dyke Parks — ¡Spangled! - José Luis Perales — Mirándote a los ojos              | [ 6 ] |
| 2021 | Juan Luis Guerra                                     | Privé                                                                              | - Pablo Alborán – Vértigo - Paula Arenas – Mis amores - Nella – Doce Margaritas - Diego Torres – Atlántico a pie                                            | [ 7 ] |
| 2022 | Christina Aguilera                                   | Aguilera                                                                           | - Fonseca – Viajante - Marta Gómez – Filarmónico 20 años - Kurt – La Vida - Sin Bandera – Frecuencia                                                        | [ 8 ] |
| 2023 | Andrés Cepeda                                        | Décimo Cuarto                                                                      | - Paula Arenas – A Ciegas - Camilú – Que Me Duela - Manuel Carrasco – Corazón y Flecha - Vanesa Martín – Placeres y Pecados                                 |       |